# Thyropygus fagei
Thyropygus fagei är en mångfotingart som beskrevs av Demange 1961. Thyropygus fagei ingår i släktet Thyropygus och familjen Harpagophoridae. Inga underarter finns listade i Catalogue of Life.